# Alexander Friedrich Georg von der Schulenburg

Stammwappen derer von der Schulenburg

Alexander Friedrich Georg Graf von der Schulenburg-Blumberg (* 21. Februar 1745 in Bodendorf; † 16. Mai 1790) war ein preußischer Staatsminister.

## Leben

### Herkunft und Familie
Alexander war Angehöriger des Adelsgeschlechts von der Schulenburg. Seine Eltern waren der preußische Hauptmann und Gutsherr Friedrich Wilhelm Freiherr von der Schulenburg (1699–1764) und die Generalstochter Katharine Christine, geborene von Klinckowström (1725–1801).
Im Jahr 1772 vermählte er sich mit Elisabeth Amalie Charlotte (1749–1813), Tochter des preußischen Ministers Karl Wilhelm Graf Finck von Finckenstein (1714–1800). Aus der Ehe ging der Sohn Christian Alexander Albrecht Carl Graf von der Schulenburg (1773–1850), Landrat des Kreises Oberbarnim, hervor.

### Werdegang
Schulenburg studierte von 1762 bis 1764 in Frankfurt an der Oder und war anschließend von 1765 bis 1767 Hofkavalier bei Prinz Heinrich. 1769 war er Deputierter des Kreises Niederbarnim, seit 1776 auch Landrat und Feuersozietätsdirektor ebd. sowie Direktor der Witwenverpflegungsanstalt. Bereits im Jahre 1773 war er zudem Verordneter der Kurmärkischen Landschaft mit dem Charakter Kriegsrat. Er wurde 1777 Direktor des Instituts der Kur- und Neumärkischen Hauptritterschaftsdirektion und 1784 Generaldirektor der allgemeinen Landfeuersozietät. König Friedrich Wilhelm II. erhob ihn in Anerkennung seiner Dienste 1786 in den preußischen Grafenstand. Gleichzeitig wurde er als Minister beim Generaldirektorium zuständig für die Seehandlungskompagnie und Banksachen der Provinzen Magdeburg und Halberstadt, sowie für die Witwenverpflegungsanstalt. Weiterhin wirkte er seit 1787 als Nutzholz-Administrator und Kommissarius beim Kur- und Neumärkischen Kreditwerk. Als Glied der Mobilmachungskommission, bei gleichzeitigen Konflikten mit einigen Kabinettskollegen, sah er sich dem Druck seiner vielfältigen Aufgaben nicht mehr gewachsen und beging durch einen Pistolenschuss in den Kopf Suizid. 
Schulenburg war Erbherr auf Anteil Altenhausen (bis 1775), Blumberg, Habighorst und Feuerschützbostel.